# Torneo di Wimbledon 1990
Il Torneo di Wimbledon 1990 è stata la 104ª edizione del Torneo di Wimbledon e terza prova stagionale dello Slam per il 1990. Si è giocato sui campi in erba dell'All England Lawn Tennis and Croquet Club di Wimbledon a Londra in Gran Bretagna dal 25 giugno all'8 luglio 1990. Il torneo ha visto vincitore nel singolare maschile lo svedese Stefan Edberg che ha sconfitto in finale in 5 set il tedesco Boris Becker col punteggio di 6–2, 6–2, 3–6, 3–6, 6–4. Nel singolare femminile si è imposta la statunitense Martina Navrátilová che ha battuto in finale in 2 set la connazionale Zina Garrison. Nel doppio maschile hanno trionfato Rick Leach e Jim Pugh, il doppio femminile è stato vinto dalla coppia formata da Jana Novotná e Helena Suková e nel doppio misto hanno vinto Rick Leach con Zina Garrison.

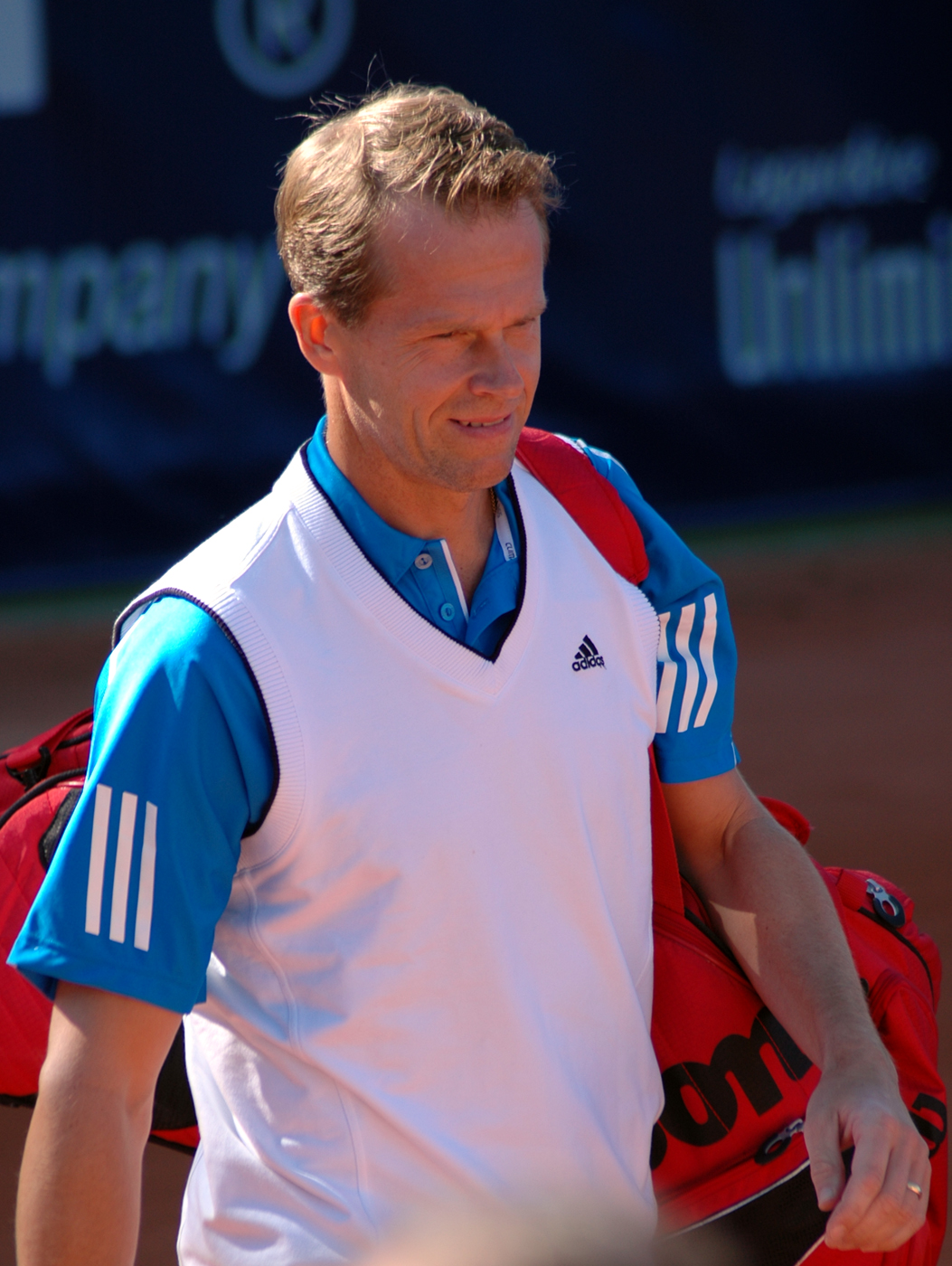
Stefan Edberg vince il suo 2º e ultimo titolo a Wimbledon

## Risultati

### Singolare maschile
Stefan Edberg ha battuto in finale  Boris Becker col punteggio di 6–2, 6–2, 3–6, 3–6, 6–4

### Singolare femminile
Martina Navrátilová ha battuto in finale  Zina Garrison col punteggio di 6–4, 6–1

### Doppio maschile
Rick Leach /  Jim Pugh hanno battuto in finale  Pieter Aldrich /  Danie Visser col punteggio di 7–6(5), 7–6(4), 7–6(5)

### Doppio femminile
Jana Novotná /  Helena Suková hanno battuto in finale  Kathy Jordan /  Elizabeth Smylie col punteggio di 6–4, 6–1

### Doppio misto
Zina Garrison /  Rick Leach hanno battuto in finale  Elizabeth Smylie /  John Fitzgerald col punteggio di 7–5, 6–2

## Junior

### Singolare ragazzi
Leander Paes ha battuto in finale  Marcos Ondruska col punteggio di 7–5, 2–6, 6–4

### Singolare ragazze
Andrea Strnadová ha battuto in finale  Kirrily Sharpe col punteggio di 6–2, 6–4

### Doppio ragazzi
Sébastien Lareau /  Sébastien Leblanc hanno battuto in finale  Clinton Marsh /  Marcos Ondruska col punteggio di 7–6(5), 4–6, 6–3

### Doppio ragazze
Karina Habšudová /  Andrea Strnadová hanno battuto in finale  Nicole Pratt /  Kirrily Sharpe col punteggio di 6–3, 6–2